# ナポ川

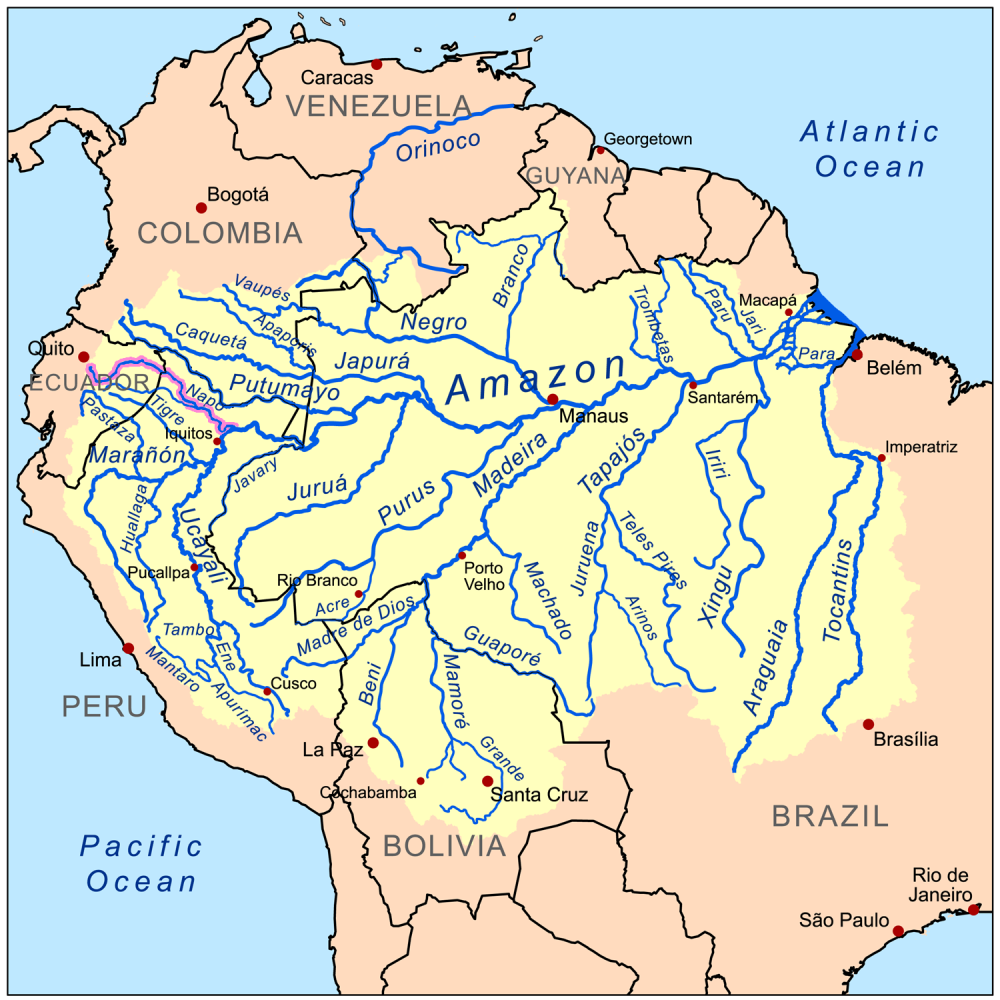
ナポ川（桃）の流路図

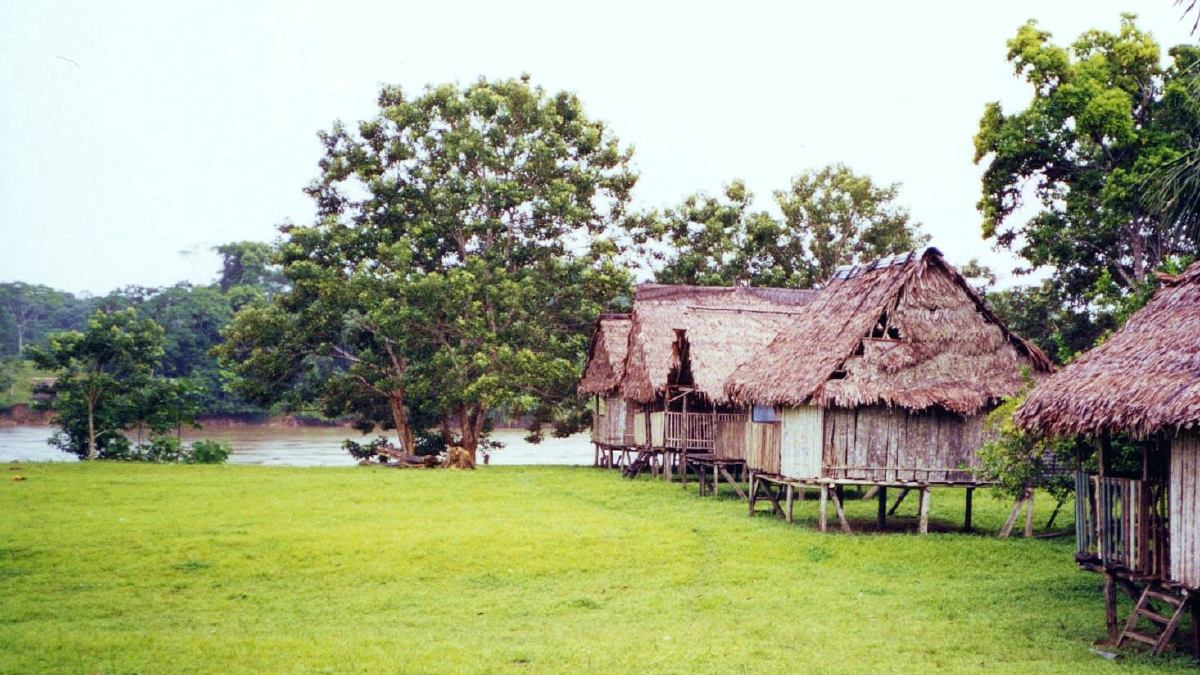
ナポ川の西岸、アマゾン川合流点の数km上流に位置するペルー領の村。奥に見える陸地は中洲である

ナポ川（ナポがわ、Napo）は、アマゾン川の支流。エクアドルにあるアンティサナ山、シンチョラグア山、コトパクシ山の火山群のふもとを源流とする。全長1075km、流域面積10万518平方キロ、平均流量は6976立米/秒。
平原に出るまでに、到達困難で、降水量が多く、起伏の激しい、多様な植物が密生する山岳地帯から下ってくる多くの小川と合流する。ナポ川は、エクアドルの主要な地形のひとつとなっている。赤道直下のカヤンベ山の峡谷に源を発する力強い流れのコカ川と、カヤンベ山とコロンビア国境のあいだに源流を持つアグアリコ川が北から合流する。
西からはコトパクシ山とトゥングラワ山の中間の、アンデス山麓からくるクラライ川が流入する。支流のコカ川からクラライ川の河口までは倒木やゆるやかに傾斜した砂州が堆積しており、雨季にははん濫を起こし、川幅が非常に広がる。コカ川からアマゾン川にかけては熱帯雨林を通り、川から見える丘はなく、河岸も沼地を除いて変化はない。
アマゾン川との合流点から約350km上流のクラライ川まで航行可能で、おそらくはさらにそこから、困難ではあるもののカヌーでさかのぼることができる。
川にはアマゾンマナティー、オオカワウソ、アマゾンカワイルカ、コビトイルカなどが生息しており、エクアドル東部のリモンコチャ生物保護区とヤスニ生物圏保護区はラムサール条約登録地である。